# Narbonne Volley 2013-2014
Questa voce raccoglie le informazioni riguardanti il Narbonne Volley nelle competizioni ufficiali della stagione 2013-2014.

## Organigramma societario
Area direttiva
- Presidente: Jérémie Ribourel

Area tecnica
- Allenatore: Giampaolo Medei
- Allenatore in seconda: Tristan Martin

## Rosa
| N° | Nome                   | Ruolo | Data di nascita  | Nazionalità sportiva |
| -- | ---------------------- | ----- | ---------------- | -------------------- |
| 1  | Gauthier Lalouette     | P     | 26 febbraio 1991 | Francia              |
| 2  | Božidar Ćuk            | S     | 13 giugno 1992   | Montenegro           |
| 3  | Francky Martin         | S     | 18 marzo 1992    | Francia              |
| 4  | Charly Raux            | S     | 11 maggio 1992   | Francia              |
| 5  | Rija Rafidison         | L     | 29 aprile 1981   | Francia              |
| 6  | Axel Ruiz              | S     | 25 aprile 1991   | Francia              |
| 7  | Giōrgos Petreas        | C     | 19 novembre 1986 | Grecia               |
| 8  | Kōnstantinos Prousalīs | P     | 6 ottobre 1980   | Grecia               |
| 9  | Filippo Vedovotto      | S     | 2 dicembre 1990  | Italia               |
| 10 | Jean-Philippe Sol      | C     | 1º luglio 1986   | Francia              |
| 11 | Anthony Blard          | C     | 23 ottobre 1992  | Francia              |
| 12 | Guillermo Falasca      | S/O   | 24 ottobre 1977  | Spagna               |
| 14 | Marcilio Braga         | S/O   | 27 aprile 1981   | Brasile              |
| 15 | Renaud Herpe           | S     | 21 luglio 1975   | Francia              |
| 16 | Fayçal Dali            | P     | 23 agosto 1992   | Francia              |
| 17 | Gustavo Delgado        | S     | 21 gennaio 1986  | Spagna               |
| 18 | Peter Bonnesen         | S/O   | 16 marzo 1993    | Danimarca            |